# Synagoge Neudeggergasse

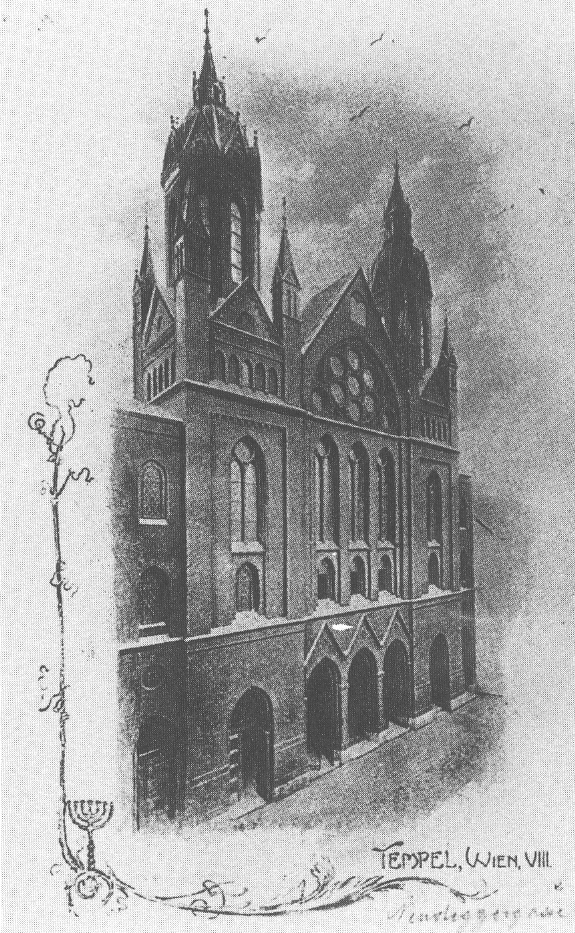
Postkarte mit der Synagoge Neudeggergasse

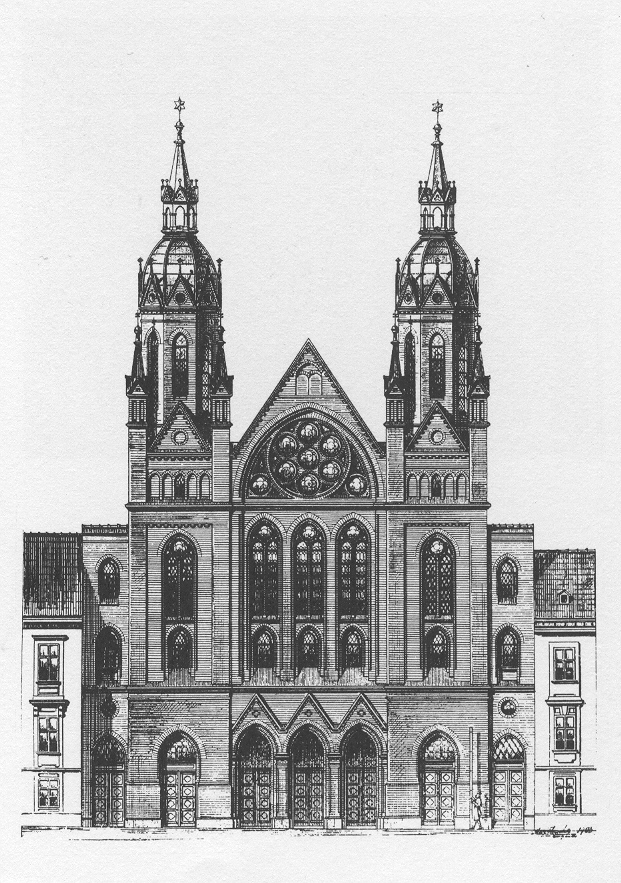
Die Synagoge nach einem Plan Max Fleischers

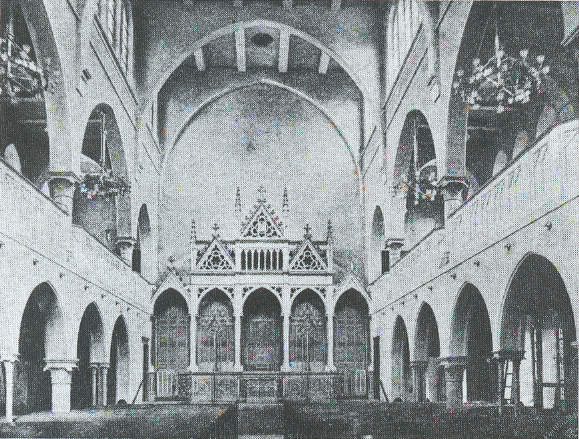
Innenraum der Synagoge nach der Fertigstellung, noch ohne Bemalung

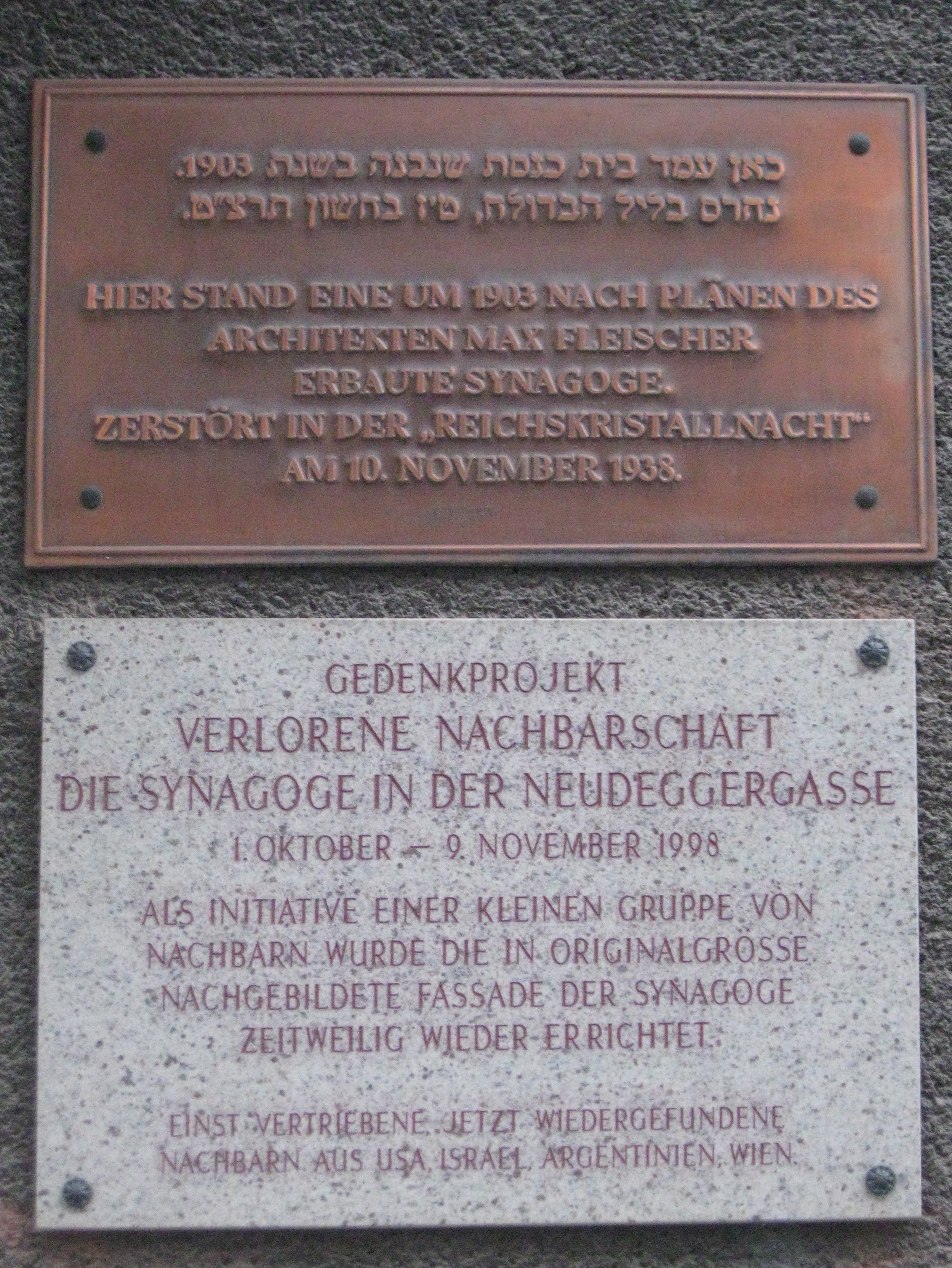
Gedenktafeln

Die Synagoge Neudeggergasse war eine Vereinssynagoge des Tempelverein Josefstadt im 8. Wiener Gemeindebezirk Josefstadt. Die Synagoge in der Neudeggergasse 12 wurde 1903 nach Plänen von Max Fleischer im gotischen Stil errichtet und 1938 während der Novemberpogrome völlig zerstört.

## Geschichte
Die Vereinssynagoge in der Neudeggergasse wurde vollständig aus privaten Mitteln finanziert, wobei der Grundstock für den Neubau aus der Hinterlassenschaft des Barons Moritz von Königswarter stammte. Die Errichtung der Synagoge wurde vom Tempelverein Josefstadt betrieben, der bereits 1897 den Architekten Max Fleischer mit der Planung der Synagoge beauftragte. Auf der Suche nach einem geeigneten Grundstück wurde der Verein in der Neudeggergasse 12 fündig, wo das 1777 errichtete Haus „Zur goldenen Sonne“ abgerissen wurde. Daraufhin reichte der Tempelverein das Projekt beim Magistrat ein. Das Bauprojekt erhielt zwar die Zustimmung des Bauamtes, der Stadtrat lehnte es jedoch ab, da er vermutlich auf Grund des Ringtheaterbrandes 1881 bei Großprojekten sensibel reagierte. Darauf folgte zwischen den beiden Parteien ein Prozess, der in sechs Jahren zweimal alle Instanzen durchlaufen musste. Letztlich stellte der Verwaltungsgerichtshof fest, dass das sogenannte Theatergesetz nicht auf die Errichtung von religiösen Bauwerken umzulegen sei und somit die Synagoge errichtet werden konnte. Dennoch musste der Tempelverein einige Beschränkungen der Behörden akzeptieren. So wurde etwa die Besucherzahl auf 580 Personen beschränkt und die Anzahl der Ausgänge von sieben auf dreizehn erhöht. Die Grundsteinlegung für den Bau der Synagoge erfolgte schließlich am 10. Februar 1903. Nur sechs Monate später konnte der Tempel fertiggestellt werden. Als Gemeinderabbiner und Religionslehrer wirkte ab der Eröffnung der Synagoge der aus der Slowakei stammende Rabbiner Moritz Bauer.
1938 wurde die Inneneinrichtung der Synagoge zerstört und der Eingangsbereich in das Gebäude vernagelt. 1940 folgte die Schleifung des Bauwerks. Die Parzelle mit 865 m² war bereits im Jänner 1939 im Sinne des Grundbuchgesetzes in das Eigentumsrecht der Mautner Markhof Brauerei Schwechat AG einverleibt worden. 1948 wurde das Grundstück von der Rückstellungskommission beim Landesgericht Wien vorgemerkt und an die Israelitische Kultusgemeinde Wien zurückerstattet, die das Grundstück 1953 an die Stadt Wien verkaufte. Diese ließ 1955/56 auf dem heute größtenteils verbauten Grundstück eine von Franz O. Böhm entworfene Wohnhausanlage errichteten.
1996 wurde der Verein „Betrifft Neudeggergasse“ gegründet, der sich als Sozial- und Kulturverein von Anfang an auch der Geschichte der Neudeggergasse als Standort der einzigen Synagoge Neubaus gewidmet hat. 1998 startete dieser Verein in Zusammenarbeit mit jüdischen Kulturvereinen das von mehrwöchigen Programmen begleitete Projekt zur Vergangenheitsbewältigung „Verlorene Nachbarschaft“, das 2008 als „Verlorene Nachbarschaft Wien – Buenos Aires“ gemeinsam mit den Kulturabteilungen der beteiligten Städte und Staaten erneut durchgeführt wurde. Hierbei wurden emigrierte Bewohner der Neudeggergasse aufgespürt und zu Besuchen und Diskussionen eingeladen. 2008 wurden in Wien und in Buenos Aires jeweils ein Café mit Videokonferenz-Tischen eingerichtet, um jüdische Emigranten aus Neubau mit heutigen Bewohnern der Neudeggergasse bzw. des Bezirks kommunizieren lassen zu können.

## Gebäude
Das Äußere der Synagoge war von der gotischen Architektur geprägt, die Fleischer bei mehreren seiner Synagogenbauten anwendete. Die Synagoge Neudeggergasse erinnerte dabei stark an die mittelalterlichen Backsteinbauten Norddeutschlands. Die straßenseitige Fassade war dabei mit geschlämmten Ziegeln verkleidet, die Fassade des Hofes prägten gewöhnliche Bauziegeln. Dominiert wurde die Außenfassade von den zwei hohen, zinkverkleideten Türmen, die von je vier, ebenfalls zinkverkleideten, Fialen umgeben waren. Hinzu kam das große Rosettenfenster auf dem gleichschenkeligen Spitzgiebel.
Der Innenraum war in drei Schiffe unterteilt. Das Hauptschiff wurde von der straßenseitige gelegenen Vorhalle betreten, ihr gegenüber lag an der Ostseite die Apsis. Die Vorhalle diente an Wochentagen auch als Betraum. Die Apsis wurde von einem Holzverbau dominiert, sich über die ganze Breite des Mittelschiffes erstreckte. Der Toraschrein befand sich hinter der Kanzel, die mit schmiedeeisernen Brüstungsgittern ausgeführt worden war. Getragen wurde das Mittelschiff von spitz zulaufenden Bögen und eisernen Tragsäulen. Die Innengestaltung war zur Zeit der Eröffnung noch nicht fertiggestellt worden. Erst später wurde eine gotisierende Bemalung ausgeführt.